# Уилл Трент (телесериал)
«Уилл Трент» (англ. Will Trent) — американский детективный телесериал основанный на одноимённых книгах писательницы Карин Слотер. Премьера телесериала состоялась 3 января 2023 года на американском телеканале ABC.
18 апреля 2023 года телеканал ABC продлил телесериал на второй сезон. Премьера второго сезона состоится на американском телеканале ABC 20 февраля 2024 года. 4 апреля 2024 года канал продлил телесериал на третий сезон. Премьера третьего сезона состоялась на канале ABC 7 января 2025 года.

## В ролях

### Основной состав
- Рамон Родригес — специальный агент Уилл Трент
- Эрика Кристенсен — детектив Энджи Поласки
- Джейк Маклафлин — детектив Майкл Ормвуд
- Янта Ричардсон — детектив Фейт Митчелл
- Соня Сон — заместитель директора Аманда Вагнер
- Джина Родригес - Марион Альба, помощник окружного прокурора. (3 сезон)[7]

## Обзор сезонов
| Сезон | Сезон | Эпизоды | Дата показа     | Дата показа | Рейтинг Нильсона | Рейтинг Нильсона       |
| Сезон | Сезон | Эпизоды | Премьера        | Финал       | Ранк             | Зрители США (миллионы) |
| ----- | ----- | ------- | --------------- | ----------- | ---------------- | ---------------------- |
|       | 1     | 13      | 3 января 2023   | 2 мая 2023  | 33               | 5.99                   |
|       | 2     | 10      | 20 февраля 2024 | 21 мая 2024 | 23               | 6.64                   |
|       | 3     | 18      | 7 января 2025   | 13 мая 2025 | TBA              | TBA                    |

## Список эпизодов

### Сезон 1 (2023)
| № общий | № в сезоне | Название                                                                      | Режиссёр     | Автор сценария                 | Дата премьеры   | Произв. код | Зрители в США (млн) |
| --- | ---------- | ----------------------------------------------------------------------------- | ------------ | ------------------------------ | --------------- | ----------- | ------------------- |
| 1 | 1          | «Пилот» «Pilot»                                                               | Пол Макгиган | Лиз Хелденс & Дэниэл Т. Томсен | 3 января 2023   | 1LGF01      | 3.61                |
| Когда расследование убийства показывает, что в этой истории есть нечто большее, чем кажется на первый взгляд, специальный агент Уилл Трент из Бюро расследований Джорджии полагается на свои обостренные инстинкты и уникальный опыт, чтобы раскрыть правду. Попутно он также воссоединяется с частью своего прошлого, которое помогло ему стать тем агентом, которым он является сейчас. |            |                                                                               |              |                                |                 |             |                     |
| 2 | 2          | «Я довольно наблюдательный парень» «I'm a Pretty Observant Guy»               | Неизвестно   | Неизвестно                     | 10 января 2023  | 1LGF02      | 2.95                |
| 3 | 3          | «Не позволяй этому случиться снова» «Don't Let It Happen Again»               | Неизвестно   | Неизвестно                     | 17 января 2023  | 1LGF03      | 3.32                |
| 4 | 4          | «Мой глупый детективный мозг» «My Stupid Detective Brain»                     | Неизвестно   | Неизвестно                     | 24 января 2023  | 1LGF04      | 3.04                |
| 5 | 5          | «Смотреть» «The Look Out»                                                     | Неизвестно   | Неизвестно                     | 31 января 2023  | 1LGF05      | 3.22                |
| 6 | 6          | «Должен ли я пойти за шапочкой из фольги?» «Should I Go Get My Tin Foil Hat?» | Неизвестно   | Неизвестно                     | 14 февраля 2023 | 1LGF06      | 2.89                |
| 7 | 7          | TBA                                                                           | Неизвестно   | Неизвестно                     | 21 февраля 2023 | 1LGF07      | 2.63                |
| 8 | 8          | TBA                                                                           | Неизвестно   | Неизвестно                     | 28 февраля 2023 | 1LGF08      | 2.71                |
| 9 | 9          | TBA                                                                           | Неизвестно   | Неизвестно                     | 21 марта 2023   | 1LGF09      | 3.24                |

### Сезон 2 (2024)
| № общий | № в сезоне | Название                                                              | Режиссёр   | Автор сценария | Дата премьеры   | Произв. код | Зрители в США (млн) |
| ------- | ---------- | --------------------------------------------------------------------- | ---------- | -------------- | --------------- | ----------- | ------------------- |
| 14      | 1          | «Я Лламо Уилл Трент» «Me Llamo Will Trent»                            | Неизвестно | Неизвестно     | 20 февраля 2024 | 2LGF01      | 4.77                |
| 15      | 2          | «Это работа, на которую я подписался» «It's the Work I Signed Up For» | Неизвестно | Неизвестно     | 27 февраля 2024 | 2LGF02      | 3.97                |
| 16      | 3          | «Вам не обязательно понимать» «You Don't Have to Understand»          | Неизвестно | Неизвестно     | 5 марта 2024    | 2LGF03      | 4.83                |

### Сезон 3 (2025)
| № общий | № в сезоне | Название                           | Режиссёр   | Автор сценария | Дата премьеры  | Произв. код | Зрители в США (млн) |
| ------- | ---------- | ---------------------------------- | ---------- | -------------- | -------------- | ----------- | ------------------- |
| 24      | 1          | «Я здесь гость» «I'm a Guest Here» | Неизвестно | Неизвестно     | 7 января 2025  | 3LGF01      | 5.91                |
| 25      | 2          | «Sunny-Side Up»                    | Неизвестно | Неизвестно     | 14 января 2025 | 3LGF02      | 5.70                |
| 26      | 3          | «Find a New Pond»                  | Неизвестно | Неизвестно     | 21 января 2025 | 3LGF02      | TBA                 |

## Производство

### Съемки
Съемки проходили в Атланте, штат Джорджия с 10 октября 2022 по 20 февраля 2023 года.